# イ・ジョンヒョン
イ・ジョンヒョン（이정현、1980年2月7日 - ）は、大韓民国 全羅北道金堤市出身の歌手、女優である。身長163cm、体重40kg、血液型O型。5人姉妹の末っ子。韓国中央大学映画学科卒業。

## 経歴
高校在学中に映画女優としてデビュー。歌手デビューもしており、韓国では「テクノの女王」とも呼ばれることがある。
日本でも放映されたドラマ『美しき日々』に出演しており、その挿入歌「Heaven」の日本語版で日本デビュー。2004年末には日本でのCDデビューからわずか2週間で『NHK紅白歌合戦』（NHK）に出場した。
2005年は主に日本で活動（後述の項目を参照）。2006年に入ってからは日本の活動での実績に伸び悩み、ドラマ『輪舞曲』（TBS）の出演をもって日本を離れ、活動拠点を中国に移した。10月に（本国では）約2年半ぶりとなる新作アルバムをリリース。
2008年、2006年に韓国で発売したアルバムに中国語の歌を加えたアルバムを中国でリリース。
同年、ドラマ『大王世宗』に出演するも、声帯結節でドクターストップがかかり降板。
2009年に所属していたイェダンエンターテインメントから、自身が立ち上げたAVA Films & Entertainmentに移籍。韓国名、日本語名、中国名の表記と発音が違う事から、英語名「AVA(エイヴァ)」を使いはじめる。
活動拠点を本国に戻し、5月に新作ミニアルバム『Ava Holic』をリリースした。
レディー・ガガが彼女のビデオクリップや楽曲を非常に気に入り、2009年9月にソウルで行われたコンサートでは前座として抜擢される。
2011年、iPhone 4で全編撮影されたパク・チャヌク監督作品『波乱万丈』に出演し、久々に映画に復帰した。この作品は
第61回ベルリン国際映画祭の短編部門で金熊賞を受賞した。
2015年、映画『誠実な国のアリス』で青龍映画賞の主演女優賞を受賞した。

### 女優としての評価
第34回大鐘賞新人女優賞・第17回青龍映画祭新人女優賞・映画評論家新人演技賞・その他多数受賞。
アジア太平洋映画祭作品賞・モントリオール映画祭招請・カンヌ国際映画祭出品作など多数出演。

### 歌手としての評価
ゴールデンディスク4年連続本賞・ソウル歌謡大賞4年連続本賞・KBS歌謡祭4年連続本賞・MBS本賞・SBS4年連続本賞・ゴールデンディスク人気賞・ベストドレッサー2年連続受賞・KMTV本賞・Mnet本賞・その他多数受賞。

### その他の活動
- 大韓赤十字広報大使・情報通信府愛のPC分け合い広報大使・女性平和会広報大使
- ユネスコの平和広報大使（2007年8月）[5][6]
- AVA基金（AVA(LEE JUNG HYUN) FOUNDATION）設立

### 私生活
2019年4月7日、3歳下の整形外科医との結婚を発表。2022年4月20日に第一子となる長女が誕生した。

## ディスコグラフィ

### シングル
- 日本でのみの発売（尚、韓国ではシングルCDは一般的ではない）。括弧内はオリコンウィークリー最高位。
  - 2004年 - 『Heaven / ワ 〜Come On〜』（26位）
  - 2005年 - 『Passion 〜情熱〜』（78位）

- 韓国
  - 2009年 - 『어떻게 눈물 참는지（どのように涙を抑えることができるか）』デジタルシングル。（韓国ドラマ『IRIS-アイリス-』の最終回にエンドロールで流され、数量限定で発売されたオリジナル・サウンドトラックに収録された。
  - 2013年 - 『V（DVD付』、CJ E&M）[9]

### アルバム
- 韓国
  - 1集『Let's Go To My Star』1999年
  - 2集『Peace』2000年
  - 3集『Magic To Go To My Star』2001年
  - 4集『I Love Natural』2002年
  - Special Album『Summer Party』VCD付 2003年
  - 5集『Passion』2004年
  - 6集『Fantastic Girl』2006年
  - ミニアルバム『Avaholic』2009年
  - 7集『007th』2010年

- 日本
  - DVD付きミニアルバム『WA -Come On-』2005年（40位）
  - 『This is hyony』2006年（210位）

- 中国
  - 『千面女孩: Love Me』2008年

### VCD
- Fantasia 2002年

## 出演作品

### テレビドラマ
- 七つのスプーン（1997年、MBC）
- 心を開け（1998年、MBC）
- 野望の伝説（1998年、KBS）
- 美しき日々（2001年、SBS）
- 美麗心霊（2003年、BTV） ※中国、台湾、香港、ベトナム、シンガポールで放映
- 輪舞曲―RONDO―（2006年、TBS）
- 大王世宗（2008年、KBS）
- 恕の人 -孔子伝-（2010年、CCTV）
- やってきた！ファミリー（2015年、SBS）

### 映画
- 花びら（1996年）
- 愛と悲しみのマリア（1997年）
- 沈香（1999年）
- ハーピー（2000年）
- 波乱万丈（2011年）
- 未熟な犯罪者（2012年）
- バトル・オーシャン 海上決戦（2014年）
- 誠実な国のアリス（2015年）
- パーフェクト・ボウル 運命を賭けたピン（2016年）
- 軍艦島（2017年）
- ラブ・アゲイン～２度目のプロポ-ズ（2019年）
- 新感染半島 ファイナル・ステージ（2020年）
- 死なない夫（2020年）
- 別れる決心（2022年）
- パイレーツ：失われた王家の秘宝（2022年）
- リミット（2022年）

## 来日公演歴
- 2004年
  - 12月16日－日本デビューシングル発売記念ミニライブ＆握手会（HMVアクアシティお台場店）
  - 12月31日－第55回NHK紅白歌合戦（NHKホール）
- 2005年
  - 1月25日－日韓友情年2005開幕式（代々木第二体育館）
  - 2月5日－NHKポップジャムスペシャルin神戸（神戸ワールド記念ホール）
  - 3月8日－美しき日々コンサート（東京国際フォーラム）
  - 3月10日－ 〃 （福岡国際センター）
  - 3月13日－ 〃 （名古屋レインボーホール）
  - 3月15日－ 〃 （神戸ワールド記念ホール）
  - 4月2日－ 〃 （北海道厚生年金会館）
  - 4月4日－ 〃 （宮城県民会館）
  - 4月9日－ 〃 （神奈川県民ホール）
  - 4月11日－ 〃 （フェスティバルホール）
  - 5月6日〜7日－美しき日々コンサートファイナル（東京国際フォーラム）
  - 8月9日〜8月10日 - イ・ジョンヒョン ファースト ライブ in Japan.（SHIBUYA-AX）
  - 9月－ チェ・ジウ ドラマティックコンサート（大阪城ホール）

## その他
- 1998年中央大学校映画学科に入学を果たすも、芸能活動を優先したため休学することになり、除籍処分になってしまう。しかし2002年に再入学すると、03年度後期には優秀奨学生に選ばれ、100万ウォンの成績優秀奨学金を貰った。
- ひとつになってに参加した当時はまだ歌手デビュー前だった。
- デビューアルバム「Let's Go To My Star」の表題曲『ワ』等を歌った際は、マイクを左手の小指に付ける独特の方法を用いた。紅白歌合戦でもこのスタイルで出場した。千葉ロッテマリーンズの今江敏晃(過去には石井浩郎、伊与田一範）の応援歌にもなっている。
- 2000年韓国総選挙において、デビューアルバムの後続曲『パックォ』(바꿔、『変えちゃえ』)が、複数の候補者のテーマソングとしてアレンジを変更して使用された。作詞作曲を行ったチェ・ジュニョンが、イのオリジナル版以外の使用に関する権利を韓国大衆音楽作家連帯に委託したため。
- 2000年に発売されたアーケードの音楽ゲームDanceDanceRevolution 3rdMIX PLUSに「ワ」「パックォ」の2曲が収録された。（シリーズ自体の収録は3rdMIX PLUSから4thMIX PLUSまで）
- 2004年日本の紅白歌合戦に招待された。当時、日本の放送局側は着物を着て欲しいと言ったが、イはこれを拒否し韓服を着て堂々と放送に出演した。これに対してイは「日本の放送番組の特性上、全ての出演者がキモノを着るしかない状況だった。しかし、私は最後まで韓服を着た。キモノを着て出たくなかった。私には小さな反抗だった」と発言した[10]。
- 2005年6月には日本でも公式ファンクラブが発足。しかし、ファンミーティング等、ファンクラブとしての活動が全く行われないまま、拠点を中国へ移してしまった。
- 2006年のヨーヨー世界大会で1位の鈴木裕之が本大会中プレイのBGMとして『ワ』を使用している。
- 2007年に中国2008年北京オリンピックの公式テーマ曲「君を愛する心」を歌う唯一の韓国人歌手として選ばれた。中国の有名歌手19人とイ・ジョンヒョンが一緒に歌う。
- 2008年2月21日、9年間通っていた中央大学校映画学科を卒業。
- 2009年5月22日に発売されたミニアルバム「Avaholic」の製作費は5億ウォン。ミュージックビデオの振り付け師にアメリカで活躍するダンサー、Brian Friedmanを抜擢して話題に。
- 2013年7月に発表されたSpecial Single - 『V』のミュージックビデオは、2011年に発表された『波乱万丈』のパク・チャヌク監督と弟のパク・チャンギョンが演出した。[11][12]